# NGC 5377
NGC 5377 is een balkspiraalstelsel in het sterrenbeeld Jachthonden. Het hemelobject werd op 12 mei 1787 ontdekt door de Duits-Britse astronoom William Herschel.

## Synoniemen
- UGC 8863
- MCG 8-25-52
- ZWG 246.27
- KARA 604
- IRAS 13542+4729
- PGC 49563